# Дипломатическая революция

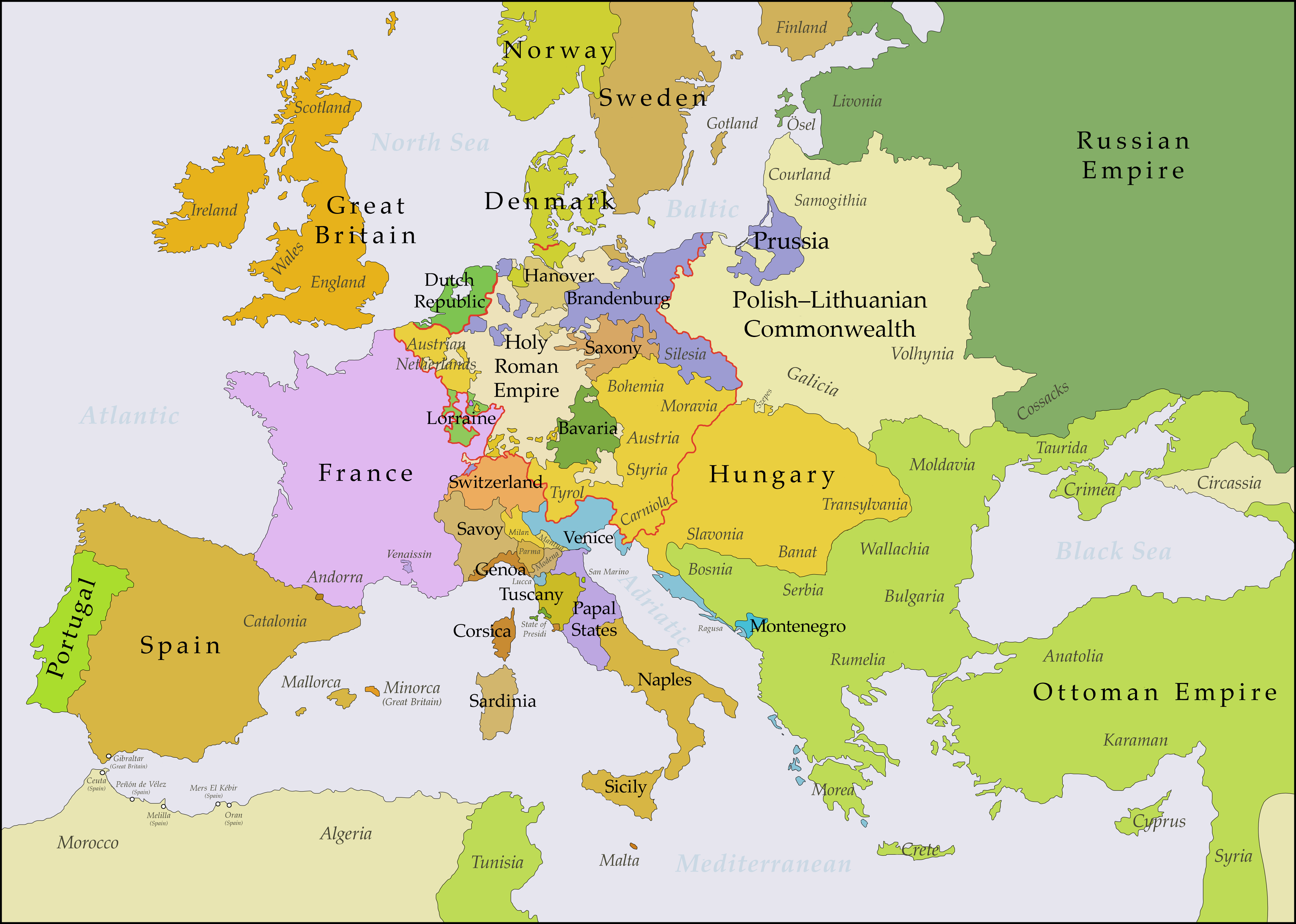
Европа после Ахенского мира

Дипломатическая революция, или переворачивание альянсов (фр. renversement des alliances), — произошедший в преддверии Семилетней войны разрыв старых дипломатических союзов, связывавших Францию с Пруссией, а Австрию — с Великобританией, и создание новых — франко-австрийского и англо-прусского. Была формализована Вестминстерской конвенцией Англии и Пруссии (январь 1756 года) и двумя версальскими договорами Австрии и Франции.

## Предпосылки
По итогам завершившейся в 1748 году войны за австрийское наследство императрице Марии Терезии удалось сохранить большую часть своих владений. Тем не менее конфликт обернулся для Габсбургов рядом территориальных потерь. Несмотря на протесты австрийской делегации, одним из пунктов Ахенского мирного договора стало закрепление Силезии за Пруссией, вышедшей из войны ранее и даже не участвовавшей в переговорах. Это отражало стремление Великобритании стабилизировать баланс сил на континенте: противовесом Австрии в Священной Римской империи стала усилившаяся Пруссия, в Италии — Неаполь и Сицилия под властью Бурбонов. Таким образом, главным вопросом во внешней политике для Габсбургов стало положение в Центральной Европе, прежде всего — возвращение Силезии. Противоречия с Испанией и Францией отошли для Австрии на второй план, а традиционные союзники — Великобритания и утратившие былую мощь Нидерланды — стали менее привлекательными.

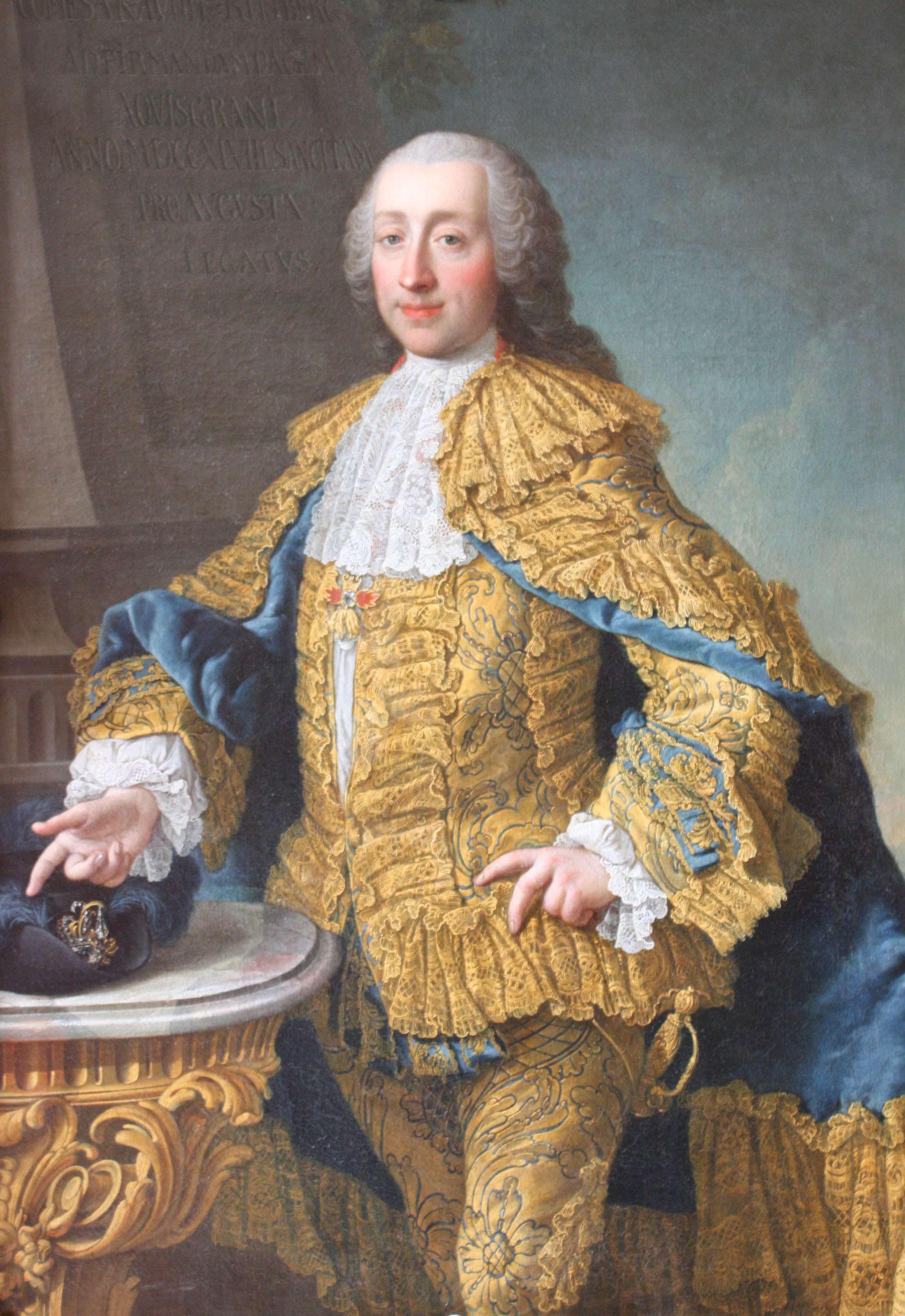
Венцель Антон Кауниц-Ритберг, государственный канцлер Австрии (1753—1792)

Для Габсбургов главной проблемой в противостоянии с Фридрихом II была Франция, связанная с Пруссией союзным договором. На созванной Марией Терезией в 1749 году Государственной конференции (нем. Staatsconferenz), посвящённой пересмотру внешней политики, наиболее радикально в пользу сближения с Парижем высказался граф Венцель Антон Кауниц, возглавлявший австрийскую делегацию на переговорах в Ахене. Он утверждал, что в прошедшей войне англичане продемонстрировали заинтересованность в ослаблении Австрии в пользу Пруссии и, в отличие от России, больше не могут считаться естественными союзниками. Кауниц был настроен резко против возобновления альянса с Великобританией: он считал, что она неспособна защитить Австрию от агрессии континентальных держав, в то время как такой шаг мог поспособствовать более тесному сближению Парижа и Берлина. Вместе с тем он считал вполне возможным не только добиться от Франции нейтралитета в противостоянии с Пруссией, но и убедить её предоставить Габсбургам помощь. Париж мог бы удержать от содействия Фридриху другие государства, прежде всего Баварию и Кёльн, в то время как союз с Россией обеспечил бы Австрии превосходство над Пруссией. По замыслу Кауница, Францию можно было заинтересовать предложением обмена территориями в Италии: если король Сардинии Карл Эммануил III согласится в обмен на Миланское герцогство уступить Савойю зятю Людовика XV Филиппу Пармскому, тот мог бы вернуть Австрии утраченные ей в 1748 году Парму, Пьяченцу и Гвасталлу. В качестве альтернативного варианта Филиппу мог быть предложен Люксембург: Кауниц был уверен, что Австрия неспособна защищать Нидерланды в случае французской агрессии, а ограничения, накладываемые союзниками в регионе, лишают эти территории ценности.
Сближение с Францией осложнялось её отношениями с Петербургом, где внешней политикой руководил антифранцузски настроенный канцлер Бестужев-Рюмин. Россия традиционно противостояла Швеции, которую с Парижем связывали давние дружественные отношения, и конфликт между ними способствовал бы укреплению франко-прусского союза. В интересах Австрии было избежать войны в Северной Европе и убедить петербургский двор сосредоточиться на борьбе с Пруссией. Кроме того, Россия беспокоила Кауница недостатком финансов и эффективного военного руководства, а также взглядами наследника российского престола Петра Фёдоровича, выросшего в северной Германии и симпатизирующего Фридриху II.
В 1750 году Кауниц был отправлен в Версаль в качестве посла. Его миссией было добиваться изоляции Пруссии, избегая при этом ухудшения отношений с Францией и Великобританией. В то же время французские министры без особого успеха пытались выстроить оборонительный альянс при участии Швеции, Дании, Османской империи и ряда германских государств. За три года в должности посла Кауниц не смог серьёзно повлиять на настроения в Версале. В 1753 году он вернулся в Вену, получив должность канцлера, и сосредоточился на поддержании отношений с Великобританией и Нидерландами.

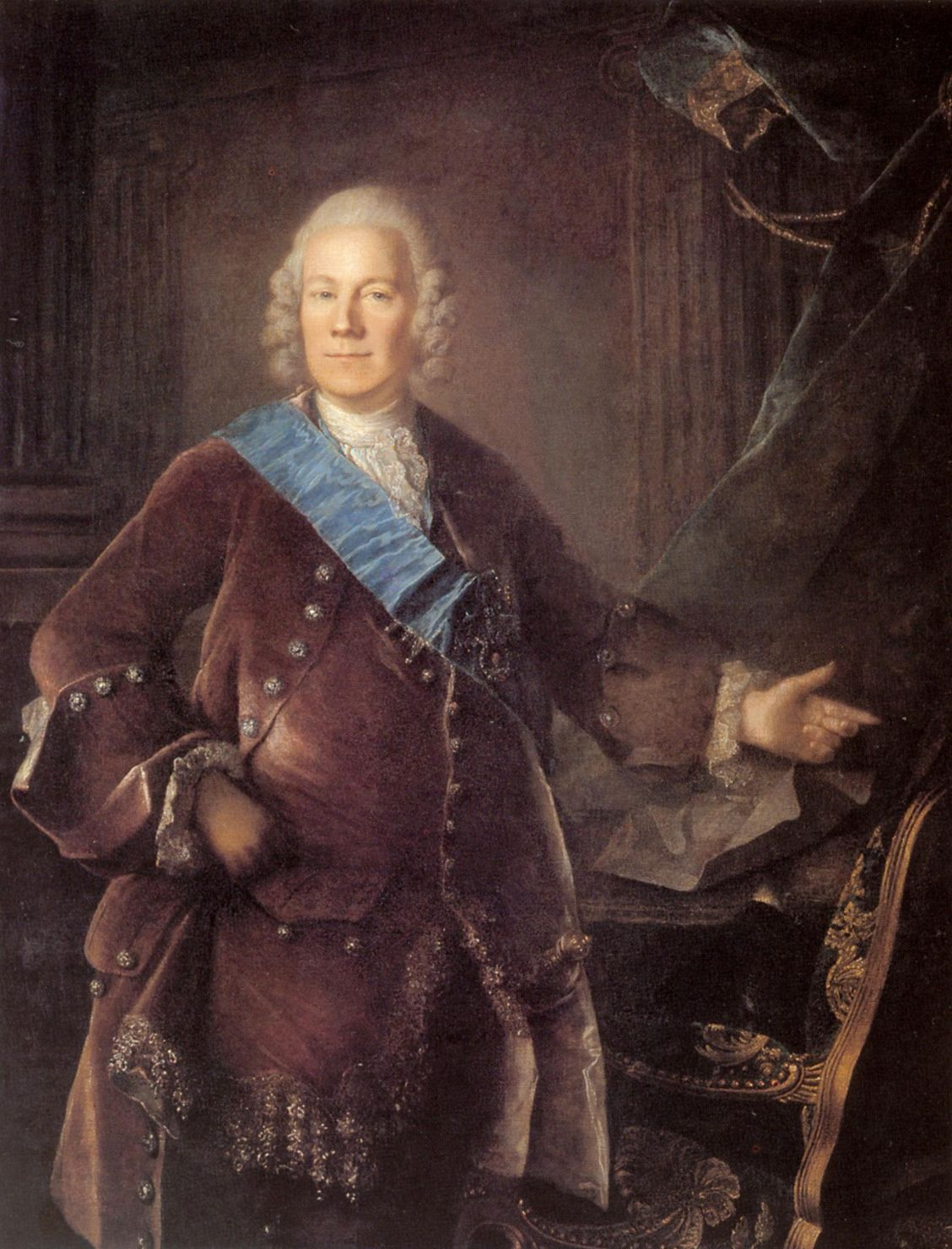
Алексей Петрович Бестужев-Рюмин, канцлер Российской империи (1744—1758)

В России канцлер Бестужев-Рюмин с 1744 года считал главной опасностью в центре Европы усилившуюся Пруссию, грозившую ослабить старых союзников России - Австрию и Саксонию, захватить территории находившейся под российским влиянием Речи Посполитой, оказать поддержку реваншистам в Швеции. С 1745 года, после вторжения Фридриха II в Саксонию, Бестужеву-Рюмину удалось убедить императрицу Елизавету Петровну принять эту точку зрения, русская армия стала готовиться к оказанию военной помощи союзной Саксонии. Фридрих II подписал мир с Саксонией, но российская задача ослабления Пруссии так и не была решена. С этого времени в Петербурге ждут начала войны в Европе, чтобы сокрушить могущество Пруссии, с этой целью в 1746 года был заключён оборонительный союз с Австрией, а на границах в Лифляндии в полной боеготовности с 1745 года встал русский корпус. Целям борьбы с Пруссией должны служить русские союзы с Австрией и Великобританией. По плану Бестужева-Рюмина, одобренного императрицей, Россия должна принять участие в войне против Пруссии под видом оказания помощи союзникам, используя их в качестве главной военной силы и получая от них же субсидии для своей армии для реализации собственных целей ликвидации прусской военной мощи .
Для Великобритании, присоединившейся к русско-австрийскому оборонительному союзу 30 октября 1750 года, главным направлением внешней политики было противостояние с Францией в колониях Северной Америки и Индии, обострившееся в 1754 году. В то же время Лондон беспокоило уязвимое для агрессии со стороны Пруссии и Франции положение Ганновера, который в случае захвата неизбежно стал бы разменной монетой в мирных переговорах.
7 мая 1753 года, после британского запроса о возможной помощи со стороны России в случае нападения на Ганновер, Бестужев-Рюмин представил императрице доклад, в котором он уговаривал её принять предложение, убеждал в пользе альянса с англичанами и называл усиление Пруссии главной опасностью для страны. Елизавета Петровна согласилась с доводами канцлера, и на состоявшемся вскоре придворной конференции высших сановников был принят план, согласно которому следовало усилить военный контингент в Лифляндии и ждать удачного момента, чтобы атаковать Фридриха с намерением вернуть его державу к прежним размерам. Императрица рассчитывала отвоевать Восточную Пруссию и передать её Польше в обмен на Курляндию и Семигалию. Тем не менее за два последующих года британскому посланнику Мельхиору Гай-Диккенсу так и не удалось заключить соглашение о субсидиях для содержания российских войск у восточных границ Пруссии. В марте 1755 года он жаловался в Лондон: «В течение нескольких месяцев у царицы не нашлось свободной минуты, чтобы заняться делами». Схоже описывал ситуацию при дворе и австрийский посол Миклош Эстерхази: «…императрица привыкла бежать от дела, среди ее министров нелады и вечная вражда…». Впрочем, подобная «неуловимость» Елизаветы Петровны объяснялась её обычной осторожностью и противодействием политических врагов канцлера — вице-канцлера М. И. Воронцова, а также Шуваловых, противников сближения с Великобританией.

## 1755 год
В марте 1755 года Австрия неожиданно для Лондона выставила ряд условий для своей поддержки: Великобритания должна была обеспечить субсидии для немецких государств и объединить их войска с английскими и голландскими в армию, способную вести боевые действия в Германии и Нидерландах; заручиться поддержкой австрийских интересов в Италии у короля Сардинии; немедленно заключить с Россией соглашение о субсидиях. В конце апреля Великобритания согласилась начать переговоры с Россией, нанять 8 тысяч гессенцев для обороны Нидерландов и возобновить субсидии для Баварии и Саксонии. В свою очередь, от Австрии требовалось немедленно направить 25-30 тысяч солдат в Нидерланды, быть готовыми к участию в обороне Ганновера и обеспечивать прикрытие на континенте в случае вторжения на Британские острова. В июне Кауниц отвечал, что, учитывая бездействие голландцев, чьи гарнизоны покинули все барьерные крепости за исключением Намюра, предложенной помощи недостаточно для успешной обороны Нидерландов, в то время как австрийцы должны привести свою армию в Ганновер и вместе с тем противостоять Пруссии. Его последней попыткой сохранить союз было предложение предоставить 20 тысяч солдат для защиты Нидерландов, если Великобритания обеспечит равное войско, дополненное контингентом из Ганновера и Соединённых провинций. От англичан также требовалось незамедлительно решить вопрос с субсидиями и обезопасить австрийские интересы в Италии. Не получив ответа на свой ультиматум, Кауниц вернулся к идее союза с Францией против Пруссии. В свою очередь, министры британского короля Георга II уже подозревали австрийцев в тайных переговорах с Францией и рассматривали Фридриха в качестве возможного гаранта нейтралитета Ганновера.

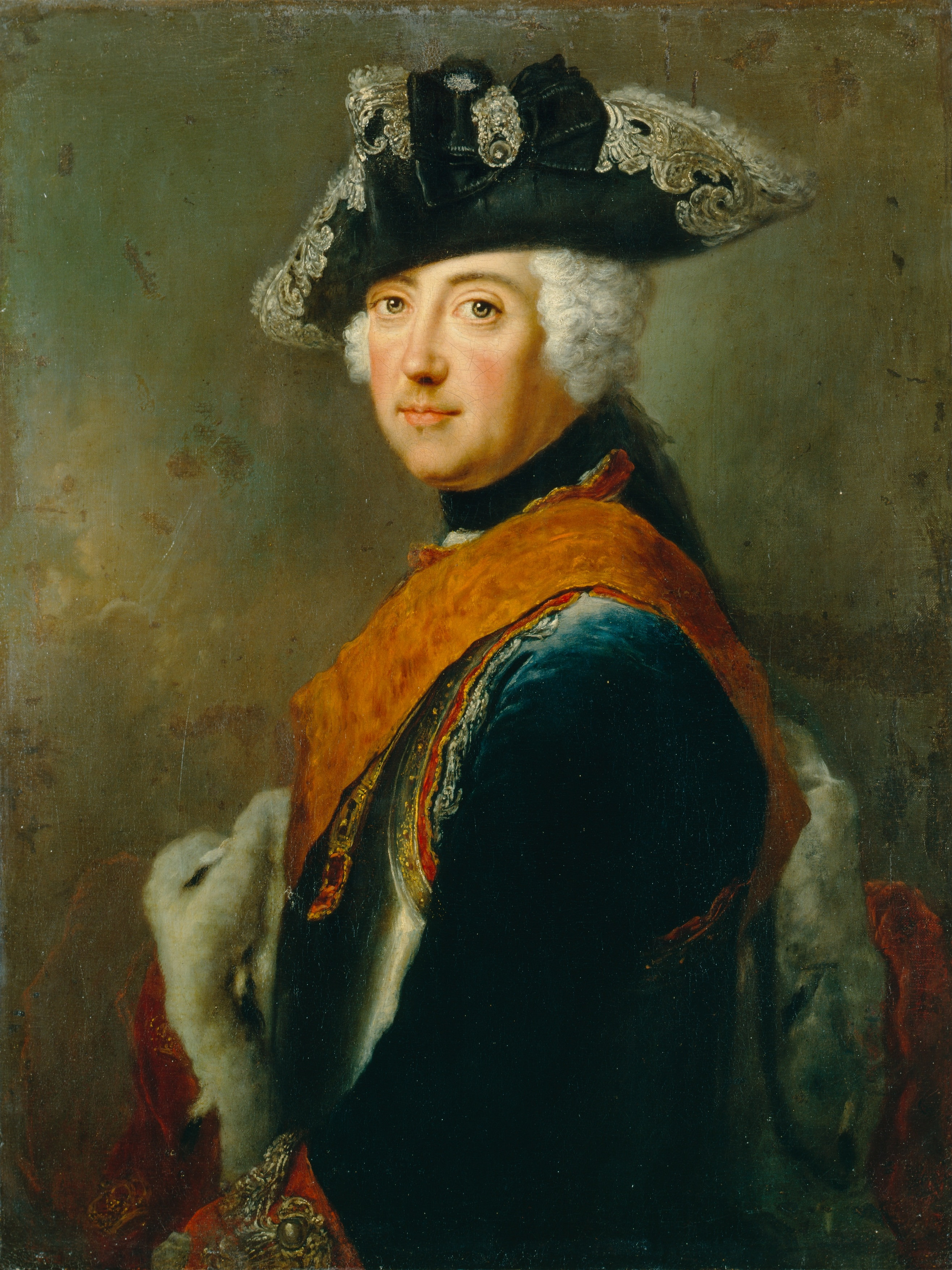
Фридрих II, король Пруссии (1740—1786)

На протяжении 1755 года Фридрих II, чей альянс с Францией прекращал действие в июне 1756 года, не мог договориться с Парижем о плане действий. Он ожидал, что Людовик отправит войска в Австрийские Нидерланды, не давая Габсбургам нацелиться на Силезию, либо в обход них в Ганновер, но оба варианта не устраивали его союзников. В свою очередь, государственный секретарь Франции по иностранным делам Антуан Луи Руйе предлагал пруссакам самостоятельно захватить Ганновер; в ответ Фридрих просил своего посланника передать, что Австрия собрала у своих границ около 80 тысяч солдат, а в Лифляндии находится 60-тысячное российское войско.
Вместе с тем прусский король стремился наладить отношения с англичанами. В мае, узнав о прибытии Георга II в Ганновер, Фридрих, всё ещё надеявшийся на мирное разрешение конфликта между колониальными державами, предлагал французам организовать дипломатическую миссию для переговоров с британским королём. Вскоре прусский король через своего зятя брауншвейгского герцога Карла сообщил англичанам о желании лично встретиться с Георгом. В июле герцогиня Брауншвейгская, находясь с визитом в Херренхаузене, лично заверила ганноверского министра Мюнхгаузена в мирных намерениях своего брата.

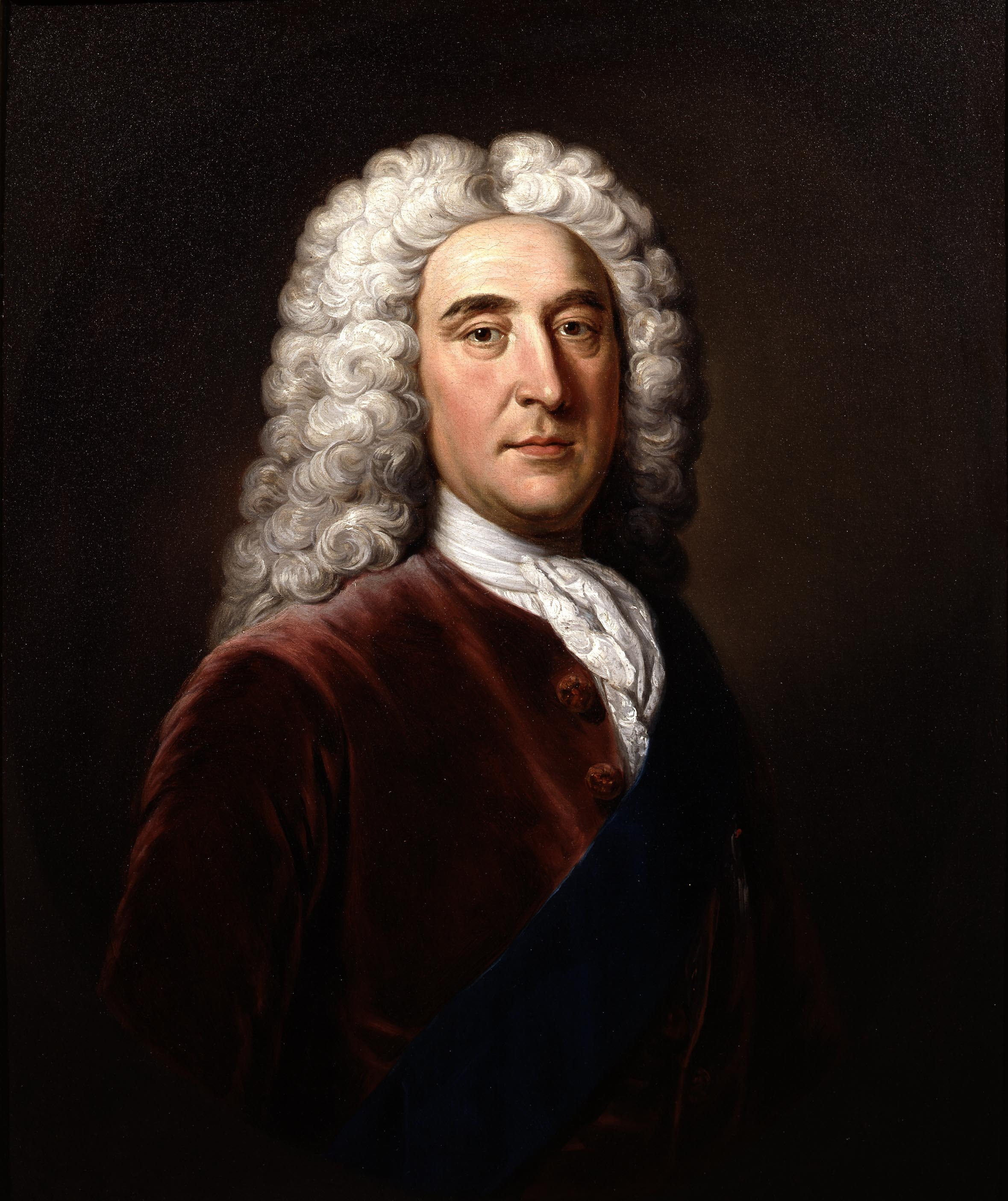
Томас Пелэм-Холлс, герцог Ньюкасл, премьер-министр Великобритании (1754—1756, 1757—1762)

14 июля до Лондона дошли известия о том, что британская эскадра под командованием вице-адмирала Боскауэна захватила два французских линейных корабля в заливе Святого Лаврентия. Надежды премьер-министра Великобритании Томаса Пелэма-Холлса, герцога Ньюкасла на разгром французского флота и мирное решение колониальных разногласий не оправдались. Стало очевидным, что война с Францией теперь неизбежна. В то же время в Великобритании росло недовольство соглашениями о субсидиях: правительство обвиняли в том, что его действия втягивают страну в континентальную войну. Ганноверские министры разрабатывали новые проекты оборонительных альянсов, но лондонский кабинет не мог их одобрить, сомневаясь в возможности получить поддержку в Палате общин. Герцог Ньюкасл всё ещё считал необходимым заключить договор с Россией, но теперь он видел в нём инструмент влияния на Фридриха: 25 июля в письме Мюнхгаузену он высказал предположение, что угроза вторжения вынудит прусского короля обеспечить нейтралитет в Германии. Ганноверский министр одобрил инициативу герцога, но вместе с тем выразил опасение, что это может повлечь за собой окончательный разрыв с Австрией. Лорд-канцлер Филип Йорк писал премьер-министру, что его беспокоит ситуация с договором, и он «не видит возможности ни обойтись без него, ни пойти на него»: в отличие от герцога Ньюкасла он более серьёзно относился к агрессивным намерениям России в отношении Пруссии и предупреждал герцога о негативной реакции Петербурга на соглашение с Фридрихом. 

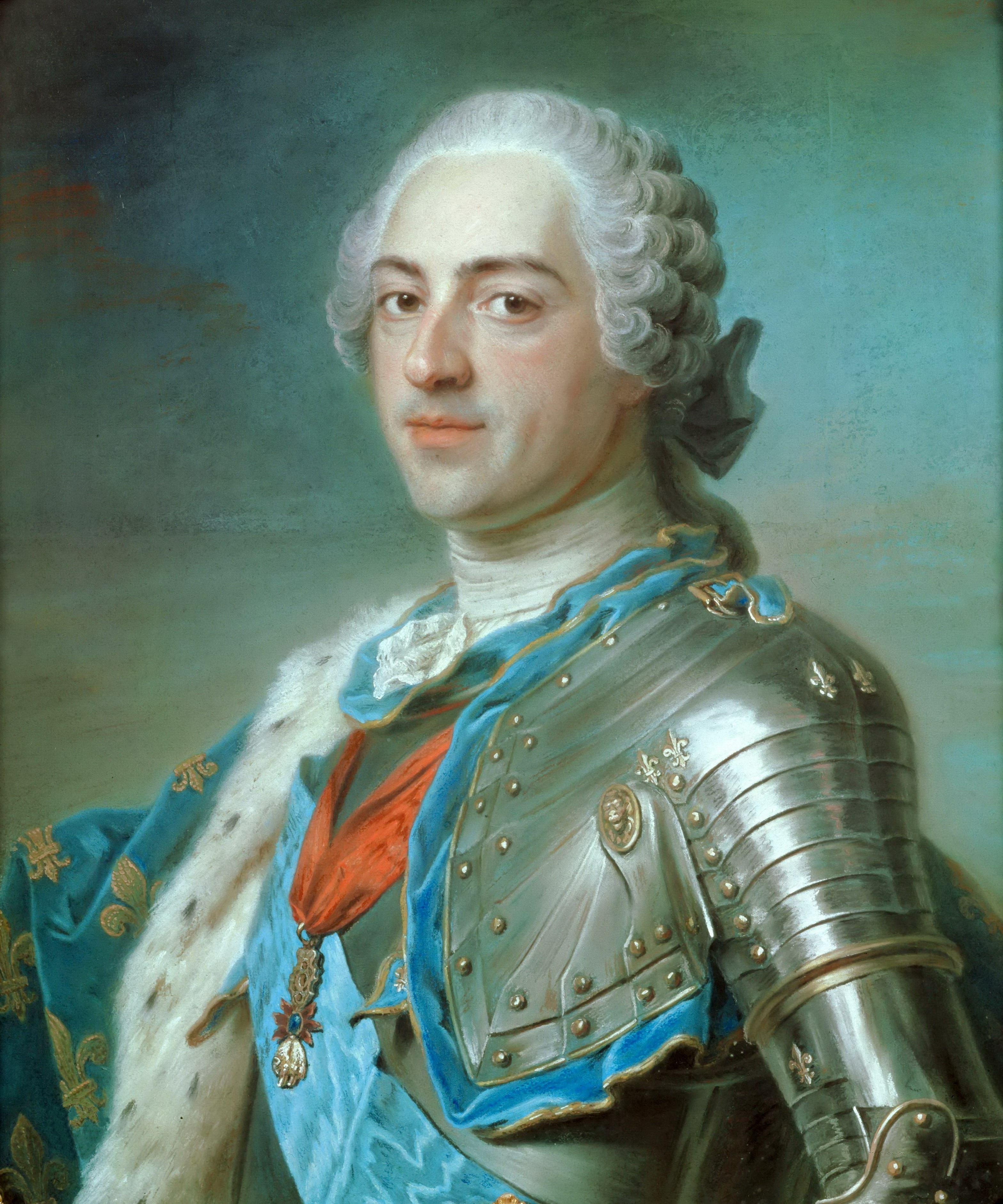
Людовик XV, король Франции (1715—1774)

В конце июля Государственный совет Франции обсуждал план действий в ответ на захват кораблей британцами. Было очевидно, что страна не сможет вести продолжительную войну на море и в колониях: несмотря на надежды Машо на усиление флота, король не видел в нём серьёзного соперника для англичан. Любые территориальные потери в Северной Америке французы могли вернуть только за счёт завоеваний на континенте, как это было в 1748 году. Их целью могли стать либо оставшиеся без адекватной защиты Австрийские Нидерланды, либо Ганновер; большинство членов совета высказывались за вторжение на территории Габсбургов. С этим были согласны не все: герцог де Ноай предостерегал от начала войны на континенте и предлагал ограничиться мобилизацией войск на границе. Король решил прислушаться к тем, кто высказывался против эскалации конфликта. Он всё больше склонялся к необходимости нападения на Ганновер, к которому ещё требовалось подготовиться, в том числе дипломатически.
В то же время в британском правительстве не было единого мнения о том, как реагировать на бездействие Парижа. Если бы французы объявили войну, англичане могли бы свободно перехватывать их корабли; теперь же такие действия поставили бы Лондон в положение агрессора. Не будучи жертвой нападения, Великобритания не могла рассчитывать на поддержку австрийцев и голландцев, в то время как для Франции это было поводом задействовать свой оборонительный союз с Испанией. Герцог Камберлендский высказывался в пользу начала войны и предлагал немедленно задействовать против французских торговых судов флот из 16 кораблей под командованием вице-адмирала Эдварда Хоука; герцог Ньюкасл склонялся к выжидательной позиции. В итоге было принято компромиссное предложение первого лорда адмиралтейства Джорджа Ансона: 28 июля флотилия Хоука, получившая разрешение на захват линейных кораблей, отправилась в Бискайский залив. Впрочем, вскоре настроения в правительстве переменились, и уже через 8 дней было решено также атаковать и прочие суда. Новые указания были получены только в конце августа, что дало французам месяц отсрочки.
Составленный Мюнхгаузеном проект англо-прусского соглашения был одобрен королём Георгом, и 11 августа государственный секретарь Северного департамента Роберт Дарси, граф Холдернесс изложил герцогу Брауншвейгскому позицию Лондона. Карл I передал Фридриху, что Великобритания стремится установить в Германии нейтралитет и надеется на содействие короля Пруссии. Не получив от англичан конкретных выгодных предложений, Фридрих не стал давать Ганноверу односторонних гарантий и лишь сообщил о своей готовности выступить посредником в конфликте с Францией. В то же время прусский король принимал меры, чтобы обезопасить своё уязвимое положение: опасаясь вторжения России, он запретил армейским офицерам в Кёнигсберге покидать регион, а также предостерёг своего посланника в Париже Додо Генриха Книпхаузена от того, чтобы брать на себя какие-либо обязательства, чреватые для Пруссии началом войны.

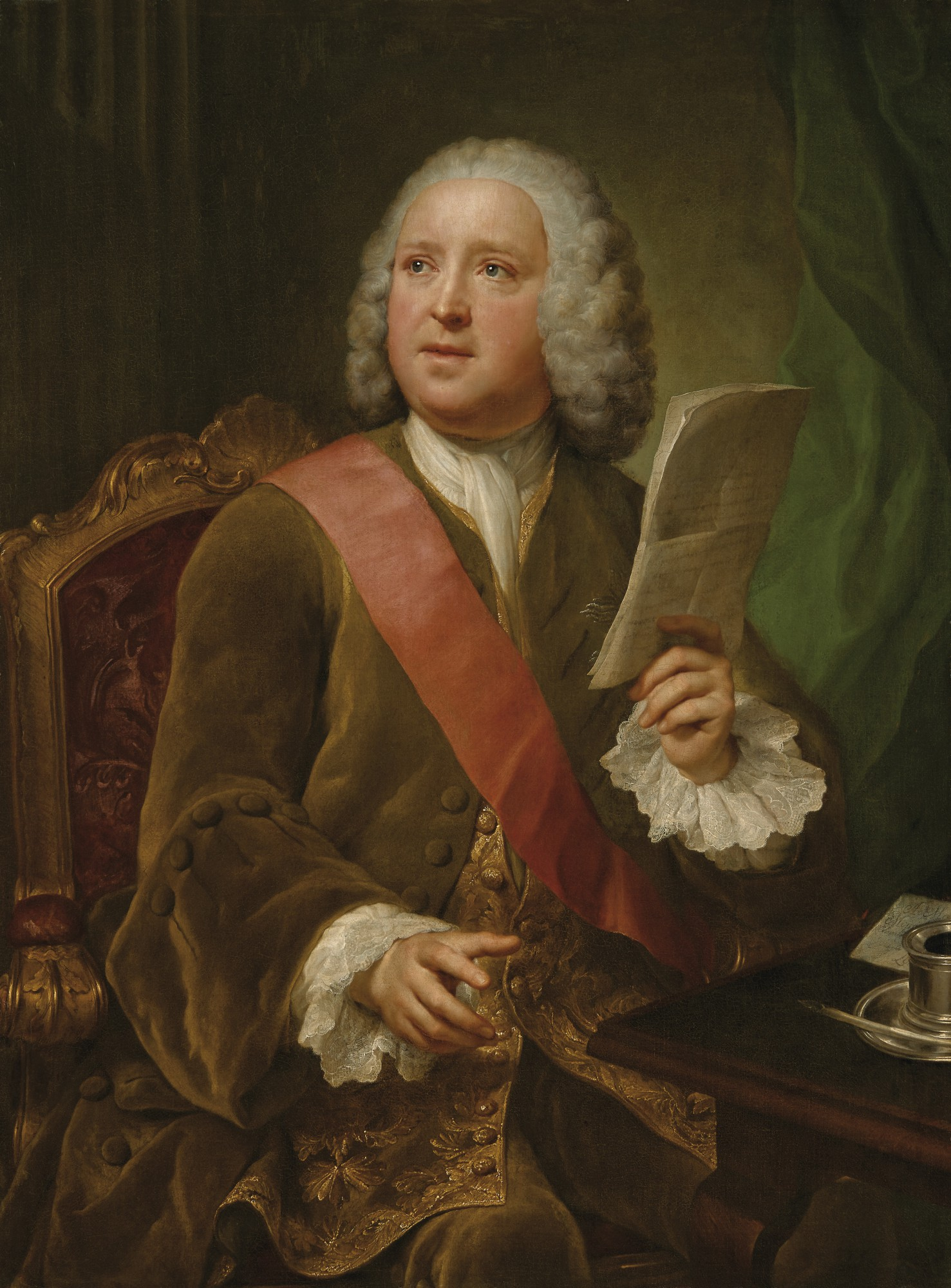
Чарльз Хэнбери-Уильямс, посол Великобритании в России (1755—1757)

Новый британский посол Чарльз Хэнбери-Уильямс прибыл в Санкт-Петербург 16 июня. Он был уполномочен не только увеличить размер субсидии, но также преподнести лично канцлеру 10 тысяч фунтов стерлингов после ратификации соглашения. Уже 9 августа Хэнбери-Уильямс пришёл к соглашению с российской стороной. Великобритания обязалась выплачивать императрице 100 тысяч фунтов стерлингов в год за содержание в Лифляндии 55-тысячной армии, а при её задействовании сумма увеличивалась до 500 тысяч.
Елизавета Петровна добавила к договору две секретных статьи, по которым мирные переговоры в грядущей войне могли вестись только при согласии обеих сторон, а выдвижение российской армии из Лифляндии могло начаться не ранее чем через три месяца после соответствующего запроса Великобритании. Бестужев-Рюмин также приложил к проекту декларацию, исключающую задействование армии в случае войны, ограниченной территорией Америки или Италии. Стремясь как можно скорее подписать конвенцию, Хэнбери-Уильямс согласился с требованиями российской стороны и сообщил об итоге переговоров в Ганновер. Британское правительство сочло декларацию нежелательной, а секретные статьи и вовсе неприемлемыми. Государственный секретарь указал в своём ответе Хэнбери-Уильямсу, что трёхмесячная задержка не только сводит на нет саму цель договора, но и противоречит его основному тексту. Англичане также предложили переформулировать вторую статью, обязав стороны только информировать друг друга о каких-либо переговорах с общим врагом и совместно добиваться взаимовыгодного мира. Соглашение, удовлетворяющее условиям Великобритании, было подписано 19(30) сентября и отправлено в Лондон для ратификации.

### Тайные переговоры

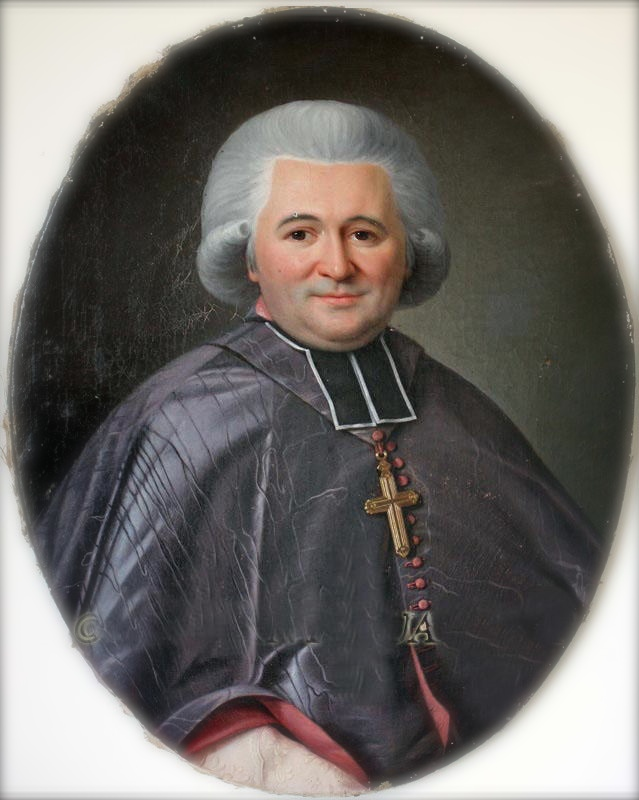
Франсуа Жоаким де Пьер де Берни

Кауниц расценил бездействие французов как приглашение за стол переговоров. Он разработал предложение, включающее в себя обмен большей части Нидерландов на владения Филиппа Пармского, доступ к портам Остенде и Ньивпорта в войне с Великобританией, поддержку кандидатуры принца Конти на польский трон, раздел прусских территорий в пользу союзников Франции: Швеции, Саксонии, Курпфальца. 30 августа австрийский посланник Георг Адам фон Штаремберг передал тайное послание Людовику XV при посредничестве маркизы де Помпадур. Большая часть французских министров была настроена пропрусски, поэтому король поручил вести тайные переговоры с австрийцами протеже маркизы аббату Берни. Позднее в своих мемуарах тот объяснял сближение с Габсбургами личными и религиозными мотивами: неприязнью Людовика к еретику Фридриху и симпатией к католичке Марии Терезии. Берни также излагал преимущества, которые заключал в себе альянс с Австрией: для Франции исчезала угроза нападения из Германии, улучшалось положение Бурбонов в Испании и Италии, в то время как Великобритания теряла своего самого мощного союзника. Сам же он в сентябре заявил Штарембергу, что Франция стремится сохранить условия Ахенского мира и будет рада поддержке императрицы в этом деле; по очевидным причинам, для Австрии это было совершенно неприемлемо. Берни тяготила возложенная на него ответственность, и в октябре он просил короля учредить для ведения переговоров совет из четырёх человек. До конца года стороны вели малопродуктивные переговоры: Франция предлагала договор о взаимной защите имеющихся владений и требовала от Габсбургов помощи в нападении на Ганновер, Австрия категорически отказывалась и предлагала установить нейтралитет в Германии и Нидерландах.
В конце августа в Берлин шли всё более тревожные известия с востока, согласно которым соглашение между Лондоном и Петербургом было уже подписано, а численность российской армии в Лифляндии возрастает до 70 тысяч с дополнением в виде 16-тысячного войска для переброски морем в Центральную Европу. В начале сентября Фридрих II через герцога Брауншвейгского сообщил британскому правительству, что он ожидает «справедливых предложений» касательно нейтралитета Ганновера. На просьбы Георга прояснить свою позицию он отвечал, что заинтересован в мире, но, поскольку Людовик готовит дипломатическую миссию в Берлин для продления франко-прусского альянса, англичанам следует быть более откровенными касательно желаемого соглашения. В ноябре Книпхаузен предупреждал Фридриха, что французское правительство очень обеспокоено сообщениями об англо-прусских переговорах. 21 ноября граф Холдернесс заверил брауншвейгского герцога, что защита Ганновера является единственной целью договора с Петербургом, и российские войска будут задействованы только в случае нападения. В подтверждение секретарю прусского посольства в Лондоне Абрааму-Луи Мишелю была передана копия англо-русского соглашения, ещё не ратифицированного. Граф Холдернесс заявил, что от решения Фридриха зависит, будет ли в Европе мир или война, а также выдвинул конкретные предложения: гарантии прусских территорий и решение вопроса с силезским займом. 7 декабря Фридрих ответил, что согласен заключить договор о нейтралитете в Германии, в котором не упоминались бы Франция и Россия.
Уже 19 декабря британское правительство утвердило проект конвенции. Обе стороны обязывались соблюдать неприкосновенность территорий друг друга и совместно противостоять иностранному вторжению в Священную Римскую империю. По предложению министра Подевильса Фридрих настоял на том, чтобы в тексте соглашения вместо СРИ говорилось о нейтрализации Германии: он ссылался на Дрезденский мирный договор, по условиям которого Пруссия предоставляла гарантии только германским владениям Марии Терезии. Лишая Францию возможности вторжения в Ганновер, Фридрих не хотел распространять нейтралитет на Австрийские Нидерланды, оставляя союзникам потенциальный театр для военных действий на континенте. Он также полагал, что запрет на появление иностранных войск в Германии защищает Францию от угрозы со стороны российской армии. Британская сторона согласилась с предложениями Фридриха, и 16 января 1756 года конвенция была подписана в Уайтхолле.

## Последствия Вестминстерской конвенции
Фридрих переоценивал влияние Лондона на Россию и свою значимость для Франции. Он, как и британское правительство, не рассматривал всерьёз возможность сближения Парижа и Вены. Подписывая соглашение с Пруссией, герцог Ньюкасл рассчитывал, что она вместе с Австрией станет частью антифранцузской коалиции. В переписке с голландским дипломатом Виллемом Бентинком, считавшим невозможным иметь в союзниках Фридриха одновременно с Елизаветой и Марией Терезией, герцог Ньюкасл утверждал, что «если венский двор будет руководствоваться своими интересами, а не страстями и амбициями, наше соглашение с Пруссией окажется для них крайне благоприятным». В посланиях британским представителям в Вене и Петербурге он писал, что, получив гарантии неприкосновенности своих территорий, Фридрих перестаёт быть угрозой для австрийцев, чьи войска теперь могут быть направлены для защиты Нидерландов.
Французская дипломатическая миссия, возглавляемая Луи-Жюлем Манчини-Мазарини, герцогом де Нивернэ, прибыла в Берлин за несколько дней до подписания Вестминстерской конвенции. Герцог Нивернэ планировал отъезд ещё осенью, но этому помешала его болезнь, а также отсутствие чётких инструкций: 10 декабря он писал Руйе, что позиция Государственного совета, не имеющего решения в пользу морской или континентальной войны, обрекает его миссию на провал. 18 января Манчини сообщал в Париж, что прусский король давно ведёт переговоры с англичанами, опасается российского вторжения и не готов брать на себя какие-либо обязательства, которые могут угрожать его державе. Фридрих заверил французского посланника, что он заинтересован в продлении союзного договора, и предложил ему составить проект соглашения, а также раскрыл содержание англо-прусской конвенции. 4 февраля Государственный совет Франции принял решение не возобновлять альянс с Пруссией. Вести переговоры с Габсбургами было поручено Берни и Руйе, скептически настроенному к австрийцам.

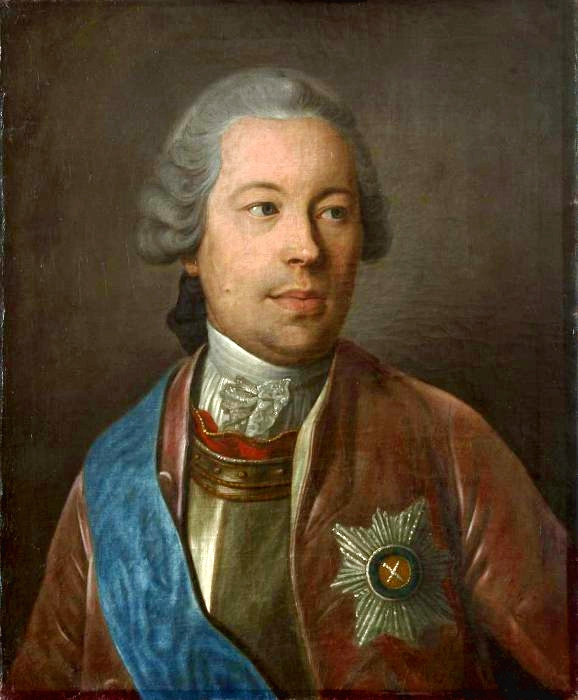
Михаил Илларионович Воронцов, вице-канцлер Российской империи (1744—1758)

Британский посол передал ратифицированное соглашение российской стороне 11 декабря, но его российская ратификация постоянно откладывалась под надуманными предлогами. Хэнбери-Уильямс сообщал в Лондон о череде происшествий с рукой императрицы: неудачном падении с лошади, приступе ревматизма, возможном переломе. Тем не менее у британского посла не возникло подозрений, что это откладывание имеет политические причины. 31 декабря он пришёл на встречу с Бестужевым-Рюминым и вице-канцлером Воронцовым, который возглавлял профранцузскую партию при дворе и рассчитывал сместить канцлера, сорвав подписание конвенции. Хэнбери-Уильямс ожидал получить ратифицированное соглашение, но вместо этого ему была передана записка от императрицы, которую следовало направить в Лондон. В ней излагалась точка зрения Петербурга на соглашение с Великобританией, согласно которой российские войска могли быть использованы исключительно против Пруссии. Воронцов объяснил Хэнбери-Уильямсу, что ратификация откладывается исключительно из-за нежелания императрицы предоставлять армию для войны с кем-либо, кроме Фридриха. Британский посол ответил, что не может принимать никаких решений, пока не будет ратифицировано соглашение.
30 января Бестужев-Рюмин представил Елизавете Петровне доклад, в котором называл противников конвенции предателями государственных интересов, а также предлагал создать специальную постоянную конференцию для руководства военной кампанией против Фридриха. 1(12) февраля соглашение с Великобританией всё же было ратифицировано. Вместе с тем Хэнбери-Уильямсу была представлена подготовленная профранцузской партией секретнейшая декларация, согласно которой обязательства России наступали только в случае нападения на Ганновер Пруссии. 2(13) февраля Хэнбери-Уильямс безуспешно пытался вернуть секретнейшую декларацию. (3)14 февраля в Петербург пришло донесение российского посланника в Великобритании Александра Голицына, сообщавшее о подписании Вестминстерской конвенции. На следующий день Бестужев-Рюмин заверил британского посла, что эта новость определённо вызовет негодование императрицы, равно как и венского двора. Видя, что канцлер не готов защищать британские интересы перед Елизаветой Петровной, Хэнбери-Уильямс пообещал ему, что тот получит свои 10 тысяч фунтов сразу после того, как согласится «оказать королю последнюю услугу и не дать посторонним дворам разжечь ревность в сердце императрицы». Бестужев-Рюмин приписал к донесению Голицына продиктованные послом комментарии, в которых превозносилась роль Елизаветы Петровны в сохранении мира в Европе. В свою очередь, Хэнбери-Уильямс согласился передать в Лондон отвергнутую им ранее декларацию, чтобы избежать недовольства императрицы: канцлер сообщил ему, что в случае отказа ему предписано отправить её Голицыну. Британский посол не понимал серьёзности положения и сообщал своему правительству, что конвенция не вызовет в Петербурге негативных последствий.

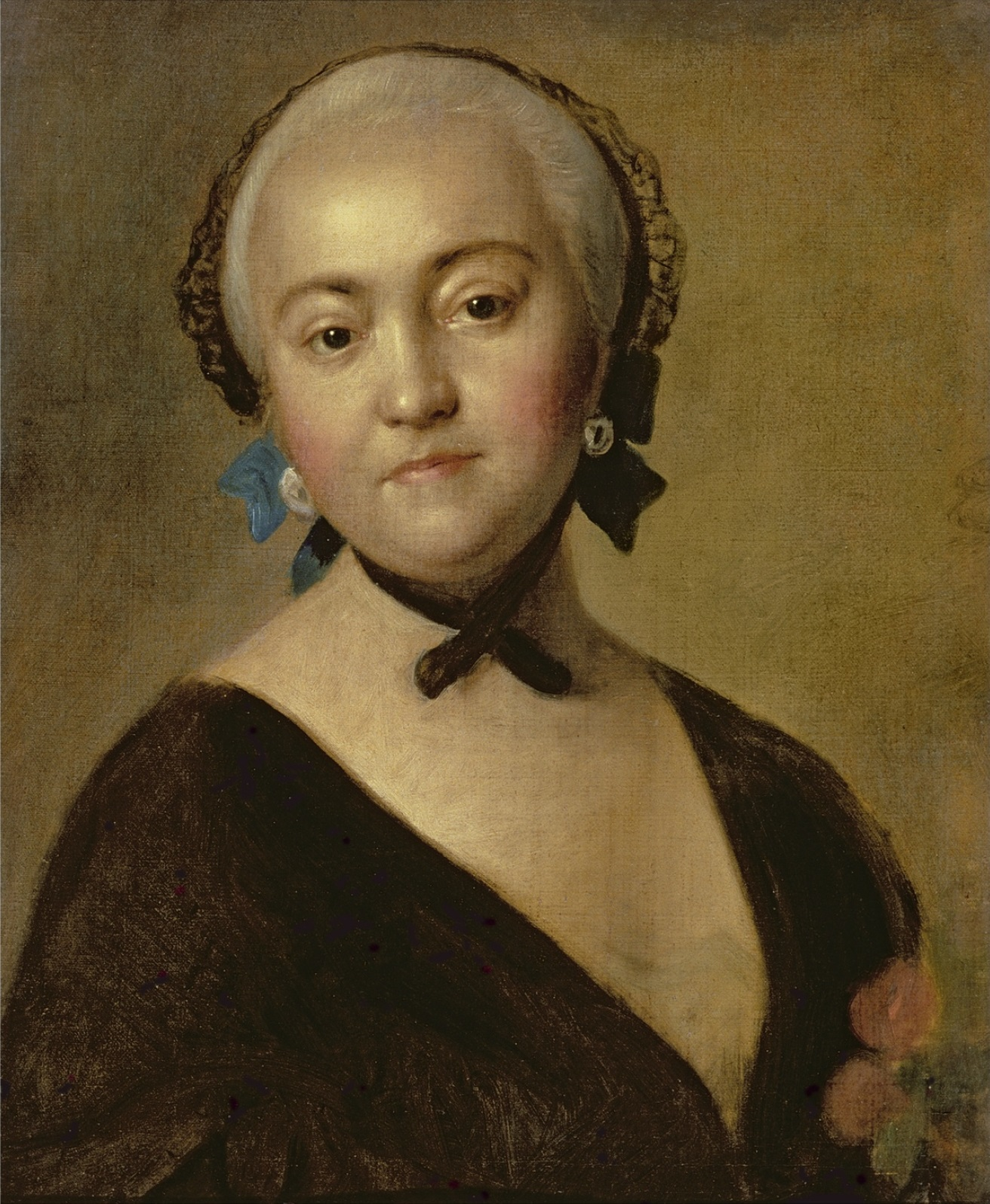
Елизавета Петровна, императрица Всероссийская (1741—1762)

14(25) марта впервые была созвана Конференция при Высочайшем дворе, созданная по предложению Бестужева-Рюмина. На ней Елизавета Петровна констатировала, что Вестминстерская конвенция перечеркнула англо-российское соглашение; тем не менее та не оставляла планов атаковать Фридриха, который, по слухам, стремился урегулировать конфликт между Парижем и Лондоном в роли посредника. По мнению Воронцова, России следовало отказаться от субсидий и объявить, что она не может выполнять свои обязательства из-за договорённостей между Пруссией и Великобританией. Бестужев-Рюмин рекомендовал не отказываться от соглашения с Лондоном, чтобы продолжать подготовку к войне, не вызывая у Фридриха подозрений. 10 апреля императрица утвердила план, согласно которому Россия намеревалась атаковать Пруссию совместно с Австрией; для этого следовало добиться нейтралитета Франции и благосклонности Польши, а также предупредить враждебные действия со стороны Швеции или Османской империи. Чтобы избежать конфликта с Турцией, было отложено строительство крепости святой Елисаветы в Новой Сербии. Для защиты российских интересов в Польше конференция рекомендовала назначить послом в Варшаве Михаила Бестужева-Рюмина, принадлежавшего к партии Воронцова, а также выделить 6 тысяч червонцев литовскому канцлеру Чарторыйскому.
Эстерхази сообщил Елизавете Петровне, что его двор уже ведёт с Парижем переговоры касательно оборонительного союза, к которому могла бы присоединиться и она, и обещал незамедлительно сообщить об их благоприятном исходе, а также поддержал идею совместного нападения на Пруссию. 20 апреля Бестужев-Рюмин и Воронцов сообщили австрийскому послу, что императрица готова присоединиться к альянсу с Францией, и изложили проект договора, касающегося совместных действий против Фридриха. Обе стороны обязывались одновременно направить в Пруссию по 80 тысяч солдат и не вступать втайне от союзника в мирные переговоры. Их разрешалось начинать только после того, как Австрия займёт Силезию и Глац, а Россия — Восточную Пруссию, которая будет передана Польше в обмен на её территории. С началом вторжения следовало предложить присоединиться к нему Швеции и Саксонии, пообещав им Померанию и Магдебург соответственно.
16 апреля Штаремберг передал французской стороне ультиматум: если Париж не готов вступить в оборонительный альянс, австрийцы будут вынуждены идти на сближение с Великобританией. Государственный совет единогласно согласился с требованиями Габсбургов. Уже 1 мая в Жуи Берни и Штаремберг заключили оборонительный альянс и договор о нейтралитете. Стороны обязывались предоставить союзникам 24-тысячное войско в случае нападения; в войне с Великобританией Франция обещала соблюдать неприкосновенность территорий Габсбургов, которые должны были сохранять нейтралитет. Секретные статьи договора обязывали Австрию предоставить помощь в случае нападения союзников англичан и запрещали заключение иных соглашений без согласия другой стороны. В них также оговаривалось начало обсуждения наступательного союза: уже на следующий день Штаремберг передал в Вену соответствующие вопросы французской стороны.
21 апреля в Петербург прибыл французский агент Александр Маккензи-Дуглас. Руйе поручил ему приложить все усилия, чтобы отстранить от власти Бестужева-Рюмина и расторгнуть российско-британское соглашение. Будучи участником «королевского секрета», шотландец также действовал в интересах принца Конти, стремившегося стать королём Польши: его патрон хотел получить командование российскими войсками, а также титул герцога Курляндского. Маккензи-Дуглас передал Воронцову послание для Елизаветы Петровны, в котором говорилось о желании Людовика XV восстановить дипломатические и торговые отношения с Россией. Единственным препятствием для сближения называлось соглашение с Великобританией, идущее вразрез с интересами императрицы: французский король выражал надежду, что она не позволит направить против него российские войска. 18 мая Воронцов передал Маккензи-Дугласу положительный ответ Елизаветы Петровны. Она распорядилась немедленно отправить в Париж поверенного в делах Фёдора Бехтеева и пожелала, чтобы Маккензи-Дуглас стал официальным представителем Франции в Петербурге.
6 мая в Лондоне стало известно о высадке французских войск на Минорку; 17 мая Георг II объявил войну Франции.
В 1757 году Россия присоединилась к Версальскому договору Австрии и Франции. Таким образом, в Европе сложились два противостоящих друг другу военных блока — англо-прусский и австро-русско-французский.
Глубинные антагонизмы Франции и Англии, Пруссии и Австрии, России и Пруссии несколько месяцев спустя вылились в первый вооружённый конфликт мирового масштаба — Семилетнюю войну.

### Комментарии
1. ↑  Поскольку Георг II был британским королём и ганноверским курфюрстом, у него было два кабинета министров соответственно.
2. ↑  По условиям Бреславльского мира к Фридриху перешли обязательства по займу, взятому императором Карлом VI у английских кредиторов и погашавшемуся за счёт доходов в Силезии. После захватов прусских торговых кораблей английскими приватирами он отказался их исполнять, пока его подданным не будут выплачены компенсации[22].